# Lori Lemaris
Lori Lemaris es un personaje de ficción de los cómics de Superman de DC Comics. Lori es una sirena de Tritonis, una ciudad subacuática del continente perdido de la Atlántida.

## Edad de plata
Lori apareció por primera vez en la historia "La Chica del Pasado de Supermán" ("The Girl in Superman's Past") en Superman #129 (mayo de 1959). La history descubría que mientras asistía a la Universidad de Metrópolis, Clark conoció a Lori, una estudiante que escondía su identidad como sirena yendo en silla de ruedas a clase (cubriendo la mitad inferior de su cuerpo con una manta). Clark y Lori enseguida se enamoraron, pero Clark comenzó a preguntarse por qué Lori siempre finalizaba las citas para volver a casa antes de las 8 de la noche. Clark decidió proponerle matrimonio a Lori, pero Lori le rechazó, y dijo que debía volver a su país natal. Con el corazón roto y receloso de por que decidía marcharse cada noche antes de las 8 a su casa, investigó, y descubrió que era una sirena. Lori, en respuesta, le dijo que gracias a los poderes telepáticos de su pueblo supo desde el principio que él era Superman, pero prometió mantener su identidad en secreto. Señaló también que, debido a que ambos provenían de dos mundos totalmente distintos, jamás podrían casarse. Tras un beso de despedida bajo el agua, se despidieron el uno del otro.
Lori apareció varias veces durante la Edad de Plata de los cómics de Superman. Como otros personajes menores de DC, Lori fue asesinada en la serie limitada de 1985 "Crisis en Tierras Infinitas".

## Edad Moderna
Lori pronto volvió en una nueva encarnación después de la serie limitada "El Hombre de Acero" de John Byrne en 1986, en la cual se revisaba los orígenes de Superman. Su primera encarnación post-Crisis fue en "Superman (volumen 2)" #12 de diciembre de 1987. La historia post-Crisis de Lori y su relación con Superman se mantuvo igual que en la original, excepto que, en la versión post-Crisis, Clark no había adoptado aun la identidad de superhéroe durante la universidad. Adicionalmente, en la versión moderna, Lori también tenía la misión de descubrir otras ciudades del continente de la Atlántida, una búsqueda que fue cumplida cuando Superman conoce a Aquaman, quien revela ser un nativo de una de ellas.
Entre las apariciones de Lori a mediados de los 90, Lori fue alterada mágicamente para que fuera humana cuando estuviera seca y una sirena cuando mojada, como Madison, personaje de Daryl Hannah en la película de 1984 "(1, 2, 3... Splash". Lois Lane aceptó dejarla quedarse en su apartamento un tiempo durante una visita en Metrópolis; no obstante, Lori, al ser una antigua novia de Clark, creará tensión en la relación de Lois y Superman, pero se soluciona pronto. Lori permaneció siendo un personaje recurrente durante los 90, realizando una aparición en la "Liga de la Justicia". En forma humana sus pies no tocaban el suelo, flotando a pocos centímetros del suelo.
A Lori se le creyó muerta la serie limitada de 2005-2006 cuando El Espectro, fuera de control, destruye el Reino de la Atlántida. Apareció más tarde, después de los eventos que alteraron la realidad en Crisis, en una reposición de 2007, "Superman Confidential" #6-7. No apareció, en cambio, en "La Noche Más Oscura", mostrando tal vez que sobrevivió al desastre anterior.

## Antecedentes
- El nombre de Lori posiblemente fuera influenciado por los mitos del continente de Lemuria (continente perdido similar a la Atlántida), o puede que fuera por la combinación del nombre de Lorelei, risco en el río Rin, con la palabra "mare" del Latín, que quiere decir "mar".
- La canción "Beautiful Dreamer" (una popular canción Americana publicada en 1864) tiene un verso en donde dice: "Sirenas cantan al salvaje Lorelei".
- Lori es uno de los tantos personajes de Superman con las iniciales "LL", incluyendo Lex Luthor, Lana Lang, Linda Lee, Linda Lang (última identidad secreta de Supergirl), Laetitia Lerner (niñera de Clark Kent cuando era bebé), Lena Luthor (Hermana del Luthor pre-Crisis, e hija post-Crisis), Lyla Lerrol, Liesel Largo, Lenora Lemaris (una de las hermanas de Lori), Leta Lal (ancestro de Lori), Lightning Lad, Lightning Lass (hermana de Lightning Lad), Lightning Lord (hermano de Lightning Lad), Lorraine Lewis, Lucy Lane, Luma Lynai, Lionel Luthor y Lois Lane.

## Otras versiones
- En la serie de cómics "Joker's Wild" de Tangent Comics, una reportera humana llamado Lori Lemaris es una de las tres heroínas haciéndose pasar por una versión heroica de El Joker. Después de morir uno de sus compañeros, Lori rechaza vestirse de nuevo como El Joker, en su lugar se viste como uno de los Manhunters muertos. Aparece también en la serie "Tangent: El Reino de Superman" (marzo de 2008).